# Torsby (comune)
Torsby è un comune svedese situato nella contea di Värmland, della quale è capoluogo.

## Località
Nel territorio comunale sono comprese le seguenti aree urbane (tätort):
- Ambjörby
- Likenäs
- Oleby
- Östmark
- Stöllet
- Sysslebäck
- Torsby

## Amministrazione

### Gemellaggi
- Skjern
- Bømlo
- Pernå
- Rautalampi
- Großkrotzenburg
- Isola di Pasqua